# Центр археологических исследований НовГУ
Центр археологических исследований НовГУ — это подразделение Новгородского государственного университета имени Ярослава Мудрого при кафедре истории России и археологии, научно-исследовательская организация, работающая в области средневековой археологии Северо-Запада России.

## История
Традиция изучения истории и археологии Новгородской земли была заложена ещё в середине XX века. Значительный вклад в археологическое изучение Новгородчины внесли археологи Новгородского государственного педагогического института (НГПИ) и Новгородского государственного университета (НовГУ) Сергей Николаевич Орлов (1906—1992) и Болеслав Донатович Ершевский (1941—2005). В 1990 году в НГПИ была образована учебно-научная лаборатория археологии на историческом факультете.
В 1999 году усилиями Елены Владимировны Тороповой, ныне заведующей кафедрой истории России и археологии, ученицей академика В. Л. Янина, была образована Старорусская археологическая экспедиция.
Первые археологические исследования в Старой Руссе были предприняты в 1939 году А. А. Строковым. С 1966 года раскопки средневекового города возобновляются экспедицией Института археологии АН СССР под руководством А. Ф. Медведева (до 1978 года) и В. Г. Мироновой (с 1985 по 1998 годы). В 1999 году в связи с болезнью В. Г. Мироновой председатель Старорусского комитета культуры Г. А. Дмитриева предложила продолжить исследования Старой Руссы — одного из важнейших для Новгородской земли археологических памятников — Е. В. Тороповой, руководителю Старорусской археологической экспедиции. Первый полевой сезон экспедиции состоялся в 1999 году, содействие этому оказал академик В. Л. Янин, который обратился с ходатайством в Институт археологии РАН.
С 1999 по 2003 годы экспедиция работала в составе лаборатории археологии, с 1992 года возглавляемой Владимиром Яковлевичем Конецким. База лаборатории археологии находилась в Любытино, Новгородская область, где проходили практику студенты, база Старорусской археологической экспедиции — в Старой Руссе.
Одним из основных научных направлений, разрабатываемых лабораторией археологии с середины 1990-х годов, являлось изучение процесса становления государственности в восточных районах Новгородской земли. В данной связи были предприняты широкомасштабные работы на комплексе памятников у деревни Малышево, расположенном в окрестностях посёлка Любытино в Среднем Помостье. Малышевский комплекс с достаточной уверенностью может быть соотнесён с погостом, основанным княгиней Ольгой.
В 2003 году экспедиция получила самостоятельный статус — учебно-научной лаборатории при научно-образовательном центре изучения культуры.
С 2004 года лаборатория археологии совместно с Новгородским обществом любителей древности и Любытинским краеведческим музеем участвует в проекте создания культурно-просветительского центра «Русь глубинная. Славянская деревня X века» (В. Я. Конецкий — один из авторов). Главной составляющей этого проекта стал музей славянской деревни X века, представляющий реконструкцию комплекса жилых, хозяйственных и погребальных сооружений, а также прилегающих сельскохозяйственных угодий. Результат работы позволяет создать относительно целостное представление о различных сторонах жизни рядовой славянской общины Х в веке.
В 2010 году руководитель Старорусской археологической экспедиции, доцент НовГУ Елена Торопова участвовала в программе «Разговор с Владимиром Путиным. Продолжение» по вопросу присоединения Российской Федерации к Европейской конвенции по защите археологического наследия.
В 2013 году структура была реорганизована в Отдел изучения проблем археологии Новгородской земли, состоящего из трёх секторов: сектор реставрации и изучения археологических материалов и технологий, сектор полевых археологических исследований и методов, музей археологии НовГУ. В 2017 году отдел был преобразован в Центр археологических исследований и включён в состав инновационного комплекса «Антоново» НовГУ, с 2021 года Центр работает при кафедре истории России и археологии НовГУ. В 2018 году воссоздан учебно-научный музей археологии НовГУ.
В университете также организован археологический кружок для студентов всех направлений подготовки.
Центр ведёт работу в нескольких направлениях: научно-исследовательская археологическая деятельность по всей Новгородской области; государственная историко-культурная экспертиза земельных участков и спасательные археологические полевые работы; научно-просветительская деятельность археологической науки и средневековой истории Новгорода и Новгородской земли; организация и проведение выездных полевых археологических практик для студентов-историков, местом для которой уже много лет служит Пятницкий раскоп в Старой Руссе, на его базе также работает летняя археологическая школа «Старая Русса — Пятницкий раскоп».
Центр на протяжении многих лет активно сотрудничает с Российской Академией наук (Институтом истории материальной культуры, Институтом археологии), Инспекцией государственной охраны культурного наследия Новгородской области, Старорусскими филиалами и Центром по организации археологических исследований Новгородского государственного объединённого музея-заповедника (НГОМЗ), кафедрой археологии МГУ (Новгородская археологическая экспедиция), Центром музыкальных древностей В. И. Поветкина. Через руки Владимира Ивановича Поветкина прошли не только обнаруженные при раскопках детали и фрагменты древних музыкальных инструментов, но и все старорусские берестяные грамоты, которые он, иногда собирая по кусочкам, успешно реставрировал. Поддержку и помощь Старорусской экспедиции в своё время оказывали Е. Н. Носов и академик В. Л. Янин.
Научно-исследовательские и полевые археологические проекты Старорусской археологической экспедиции НовГУ неоднократно были поддержаны различными фондами и программами, среди которых:
- Российский гуманитарный научный фонд (2000—2011);
- Новгородский межрегиональный институт общественных наук (2004—2005);
- в рамках федеральных программ «Интеграция науки и высшего образования на 2002—2006 гг.» и «Развитие научного потенциала высшей школы (2006—2008 годы)»;
- в рамках международной программ INTAS совместно Институтом археологии Лондона (2004—2006)[5].

В работе экспедиции в разное время принимали участие учёные и студенты из Швеции, Норвегии, Франции, Польши, Англии и т. п. Студенты из Республики Беларусь (Полоцкий государственный университет), Швеции (Готландский университет), Польши (Опольский университет — с университетом был реализован проект обмена практиками). Студенты Смоленского государственного университета, Высшей школы экономики походят археологическую практику на раскопках в Старой Руссе. В раскопках регулярно участвуют волонтёры из других регионов и стран. Сотрудники лаборатории и студенты неоднократно проходили стажировку в Швеции в рамках программы REACH. Организована русско-шведская археологическая экспедиция.

## Научный вклад
Основным объектом исследований является территории Старой Руссы и Южного Приильменья. В ходе работ были изучены различные участки средневекового города и сельских поселений и собрана коллекция археологических находок. В 2021 году на Пятницком-II раскопе в Старой Руссе изучены слои второй трети XIII века.
Ежегодно ведутся систематические и целенаправленные исследования мощности и стратиграфии культурных напластований на различных участках, наблюдения за любыми земляными работами в черте города, которые дают материал для понимания процессов градообразования.
Каждый полевой сезон увеличивает коллекцию индивидуальных находок на несколько тысяч артефактов, информация о которых заносится в электронную базу данных, структура которой разработана на базе учебно-научной лаборатории НовГУ, интернет-доступ к базе был открыт в 2011 году. По состоянию на 2022 год в базе данных содержится почти 60 000 археологических находок.
В Старой Руссе на 2021 год обнаружено 52 берестяные грамоты. Информация, полученная из них позволяет взглянуть на разнообразные стороны повседневной жизни средневекового города.
Экспедиция также занимается исследованием широкого круга историко-археологических проблем на территории Новгородской земли. Проведены раскопки археологических памятников в Крестецком, Марёвском и Демянском районах. В 2010 году был подготовлен паспорт на культурный слой Старой Руссы. За время работы экспедиции составлены научные отчёты о полевых исследованиях, опубликовано несколько десятков научных статей, издан библиографический указатель литературы по истории археологического изучения Новгородской земли. Сотрудниками центра была создана хронологическая шкала керамики Старой Руссы. Результаты исследований регулярно представляются научному сообществу на всероссийских и международных конференций.
Одной из важнейших задач работы экспедиции является популяризация результатов исследований. Совместно со Старорусским филиалом НГОМЗ ежегодно проводятся конференции и выставки, посвящённые итогам прошедшего полевого сезона.
В октябре 2011 года в Старой Руссе прошёл III (XIX) Всероссийский археологический съезд, участники которого высоко оценили деятельность экспедиции. С декабря 2008 года при экспедиции действует научно-практический семинар «Проблемы изучения и сохранения археологического наследия».